# دورت
دورت (به آلمانی: Dörth) یک شهر در آلمان است که در راین-هونسروک واقع شده‌است. دورت ۵۳۶ نفر جمعیت دارد.